# Druckfarben
Druckfarben este o companie producătoare de cerneală tipografică și vopsele din Grecia, cu filiale în România, Serbia, Bulgaria, Albania și Cipru, structurată pe trei divizii: imprimare pe ambalaje flexibile, imprimare ofset și vopsele decorative.

## Druckfarben în România
Compania este prezentă și în România, unde a finalizat în 2007 o unitate de producție, la Măgurele, județul Ilfov, în urma unei investiții de nouă milioane de euro.
Fabrica produce vopsele, lacuri, tencuieli, emailuri și baițuri.
Cifra de afaceri:
| Anul          | 2010 | 2006 |
| ------------- | ---- | ---- |
| milioane euro | 13,5 | 10   |